# Masud Khan
Mohammed Masud Raza Khan (Jhelum, 21 luglio 1924 – Londra, 7 giugno 1989) è stato uno psicoanalista inglese.
Nacque nel Punjab, regione settentrionale dell'India britannica. Oggi questo territorio è parte del Pakistan. Figlio dell'ultrasettantenne Khan Bahadur Raja Fazaldad Khan (1850-1943) e della sua quarta moglie, Khursheed Begum (1905-1971), una diciannovenne, forse di origine persiana, che faceva la cantante e la danzatrice.
Il suo analista didatta, poi amico, fu Donald Winnicott.
Tra 1942 e 1945 studiò letteratura all'Università del Punjab, prima a Faisalabad dove prese il Bachelor of Arts e poi a Lahore dove conseguì il Master of Arts, con una tesi dedicata all'Ulisse di Joyce. Nel dicembre del 1948 iniziò a trattare il suo primo caso con la supervisione di Anna Freud. Poco dopo, nel 1950, iniziò a trattare anche i bambini, con la supervisione di Winnicott.
Khan morì il 7 giugno 1989, solo e sempre più eccentrico, per l'azione combinata del cancro, della cirrosi epatica e di un'encefalopatia.

## Contributi alla Psicoanalisi
Masud Khan  ha elaborato la teoria del trauma cumulativo che deriva dalle tensioni e dagli stress che il bambino sperimenta nel contesto della dipendenza del suo Io dalla madre, che è insieme scudo protettivo e Io ausiliario. Le brecce, in questa funzione di barriera antistimoli esercitata dalla madre, agiscono in modo silenzioso e impercettibile lungo tutto il processo di sviluppo. Non sono osservabili né identificabili come traumi nel momento in cui si producono e assumono il valore di trauma solo cumulativamente e retrospettivamente. I concetti di Masud Khan sono in parte basati su idee di Winnicott, specie sull'idea di crollo o difetto della madre quanto alla sua funzione di dosare e regolare gli stimoli esterni e interni, che può portare a una situazione di invasione con effetto destrutturante sull'organizzazione e integrazione dell'Io. Ciò che più colpisce nelle concezioni di Masud Khan è lo spostamento del concetto di barriera antistimoli, che originariamente è un concetto economico impregnato di connotazioni biologiche, in un campo relazionale, dal momento che la barriera protettiva è collocata al di fuori dell'organismo o dell'individuo considerato.